# Landro
El Landro o Landrove és un riu del nord de la província de Lugo que desemboca al mar Cantàbric formant la ria de Viveiro.
Neix a la parròquia d'O Viveiró, al municipi de Muras, al sud-oest de la serra d'O Xistral a uns 800 metres d'altitud. El seu curs es dirigeix en direcció sud-nord per acabar desembocant a la ria de Viveiro entre la platja d'A Area, a Covas, i el port de Celeiro, ambdós al municipi de Viveiro. En total recorre 42 quilòmetres i la seva conca s'estén per 268 km².